# Eleições gerais na Bolívia em 2009
As eleições gerais na Bolívia em 2009 aconteceram em 6 de dezembro, conforme determinado após aprovação do referendo constitucional em 25 de janeiro de 2009. Os eleitores escolheram presidente e vice-presidente da República, todos os 130 membros da Câmara dos Deputados e 36 membros do Senado e os prefeitos dos nove departamentos.

## Eleição presidencial
De acordo com a nova Constituição da Bolívia, aprovada no referendo de 25 de janeiro de 2009, os mandatos anteriores não serão considerados ao limite de dois mandatos que estipula. Se o candidato mais votado tiver menos de 50% dos votos e o candidato menos votado 10%, um segundo turno será disputado. Esta será a primeira vez que um presidente boliviano irá concorrer à reeleição.

### Candidatos
| Candidato a presidente | Candidato a vice                 | Partido                                |
| ---------------------- | -------------------------------- | -------------------------------------- |
| Evo Morales            | Álvaro García Linera             | Movimiento al Socialismo               |
| Manfred Reyes Villa    | Leopoldo Fernández               | Plan Progreso para Bolivia             |
| Samuel Doria Medina    | Carlos Fernando Dabdoub Arrien   | Frente de Unidad Nacional              |
| René Joaquino          | Carlos Alejandro Suarez Gonzalez | Alianza Social                         |
| Alejo Véliz            | Pablo Valdez Molina              | Pueblos por la Libertad y Soberanía    |
| Ana María Flores       | Guillermo Nunez del Prado        | Movimiento de Unidad Social Patriótica |
| Remi Choquehuanca      | Nora Castro                      | Bolivia Social Demócrata               |
| Román Loayza           | Porfirio Quispe                  | Gente                                  |

### Resultado

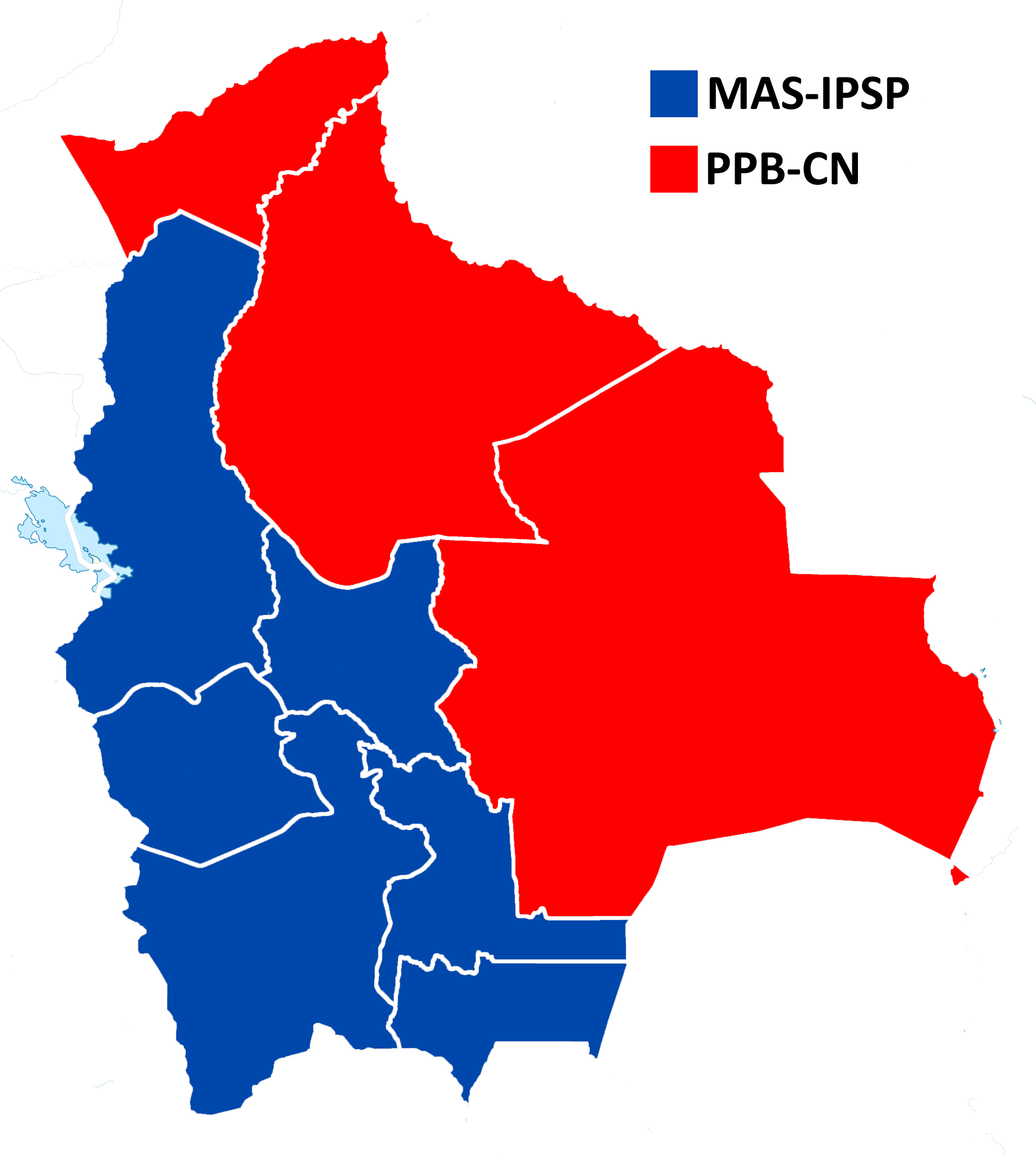
Resultado da eleição por departamento:
Departamentos onde Morales obteve a maioria dos votos
Departamentos onde Reyes obteve a maioria dos votos

Depois da apuração de 100% das urnas, tanto na Bolívia quanto no exterior, a Corte Nacional Eleitoral divulgou o seguinte resultado para a eleição presidencial:
| Candidato                      | Partido                        | Votos     | %         |
| ------------------------------ | ------------------------------ | --------- | --------- |
| Evo Morales                    | MAS                            | 2.943.209 | 64,22     |
| Manfred Reyes Villa            | PPB                            | 1.212.795 | 26,46     |
| Samuel Doria Medina            | UN                             | 258.971   | 5,65      |
| René Joaquino                  | AS                             | 106.027   | 2,31      |
| Ana María Flores               | MUSPA                          | 23.257    | 0,51      |
| Román Loayza                   | GENTE                          | 15.627    | 0,34      |
| Alejo Véliz                    | PULSO                          | 12.995    | 0,28      |
| Rime Choquehuanca              | BSD                            | 9.905     | 0,22      |
| Votos válidos                  | Votos válidos                  | 4.582.786 | 94,31     |
| Votos nulos                    | Votos nulos                    | 120.364   | 2,48      |
| Votos brancos                  | Votos brancos                  | 156.290   | 3,22      |
| Total de votos                 | Total de votos                 | 4.859.440 | 100,00    |
| Eleitorado (participação: 94%) | Eleitorado (participação: 94%) | 5.139.554 | 5.139.554 |
| Resultado oficial: CNE         |                                |           |           |

Dentre os bolivianos que moram no exterior, Morales obteve 75,77%, Reyes obteve 18,44%, Medina obteve 3,05%, Flores obteve 1,19%, Joaquino obteve 0,89%, Véliz obteve 0,3%, Loayza obteve 0,20% e Choquehuanca obteve 0,16%. No total, mais de 125 mil bolivianos em quatro países (Argentina, Brasil, Espanha e Estados Unidos) votaram. Em todos Morales venceu com ampla margem, com exceção dos EUA, onde obteve 31,05% contra 61,04% de Reyes.
Morales venceu o pleito em seis dos nove departamentos da Bolívia. O candidato do MAS obteve sua maior votação em La Paz (80,28%) e a menor em Beni (37,66%). Reyes obteve 4,25% em Potosí e 53,15% em Beni. A melhor votação de Joaquino se deu em Potosí (13,42%) e a pior em Beni (0,66%). Os outros candidatos não conseguiram superar a barreira dos dois dígitos em departamento algum.

## Eleições parlamentares

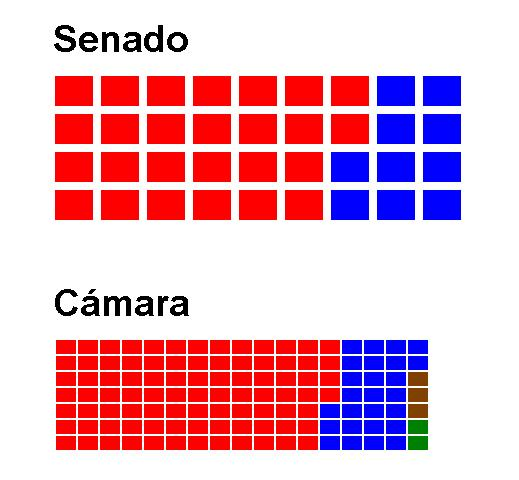
Composição do Congresso boliviano após as eleições de 2009:
Parlamentares do MAS
Parlamentares do PPB
Parlamentares da UN
Parlamentares da AS

O MAS obteve 26 cadeiras no Senado e 88 na Câmara dos Deputados, assegurando o controle de dois terços do Poder Legislativo. A oposição conseguiu eleger apenas 10 senadores (todos do PPB) e 42 deputados federais (37 do PPB, três da UN e dois da AS). Os senadores da oposição foram eleitos nos departamentos de Chuquisaca, Cochabamba (um cada), Tarija, Santa Cruz, Beni e Pando (dois cada). A composição da 1a Assembleia Legislativa, formada após a reforma constitucional do início de 2009, será marcada pela renovação; dos atuais congressistas, apenas quatro voltarão a ocupar algum cargo em ambas as Casas. São eles os deputados reeleitos Antonio Franco, Javier Zabaleta e René Martínez, que agora será senador, e o senador Róger Pinto, reeleito para a Câmara Alta.